# Den som frygter ulven
Den som frygter ulven (originaltitel: Den som frykter ulven) er en norsk spillefilm fra 2004 baseret på kriminalromanen af samme navn, skrevet af Karin Fossum i 1997. I hovedrollen medvirker den danske skuespiller Lars Bom og i de øvrige roller medvirker Kristoffer Joner, Stig Henrik Hoff og Aksel Hennie.

## Handling
Røveren (Stig Henrik Hoff) havde lagt en minutiøs plan. Men han havde ikke regnet med at der skulle være en anden kunde i banken. Denne kunde som viste sig at være mentalt syg og efterlyst for mord, måtte røveren tage som gidsel. Den danske politimand Karsten Skov (Lars Bom) er manden, der skal opklare sagen. Noget han planlægger at gøre hurtigt, fordi han har bestemt sig for at flytte tilbage til Danmark. Alt i et desperat forsøg på at glemme at han faktisk har en fireårig søn her. En søn som han ikke har set i et år og sandsynligvis aldrig får at se igen. 
Efterforskningen peger hurtigt mod at det er "galningen" Erkki (Kristoffer Joner), der er den skyldige, og Karsten indsætter alle ressourcer i jagten på den mistænkte. Kun et menneske, Sara Rask (Laila Goody) psykiater og Erkkis terapeut, tror Erkki er uskyldig. Hun kræver at Karsten skal undersøge og efterforske andre spor. Det hele leder til en dyb konflikt mellem Karsten og Sara.

## Rolleliste
| Rolle               | Skuespiller                |
| ------------------- | -------------------------- |
| Karsten Skov        | Lars Bom                   |
| Erkki Jorma         | Kristoffer Joner           |
| Sara Rask           | Laila Goody                |
| Morgan              | Stig Henrik Hoff           |
| Aggie               | Kjersti Elvik              |
| Stefan              | Aksel Hennie               |
| Jørgen              | Finn Schau                 |
| Kristoffer Skarin   | Fridtjov Såheim            |
| Kannicks mor        | Gisken Armand              |
| Kannick             | Harald William Borg Weedon |
| Oddemann            | Per Jansen                 |
| Haldis              | Jorunn Kjellsby            |
| Arvid, Karstens søn | Stian Kjensli              |
| Jon                 | Leif Sørensen              |
| Bankfunktionær      | Kristin Zachariassen       |
| Lille Erkkis mor    | Benedikte Lindbeck         |
| Nattevagt           | M. Shiraz Kahn             |
| Efterforskningschef | Asta Busingye Lydersen     |
| Lille Erkki         | Mikkel Myklebost Foss      |
| Politivagt          | Pål Sverre Valheim Hagen   |